# Der Mann aus Marmor
Der Mann aus Marmor ist ein polnischer Spielfilm aus dem Jahr 1977.

## Handlung
Die junge Filmstudentin Agnieszka möchte ihren Diplomfilm über die Helden der Arbeit der 1950er Jahre drehen. Bei der Recherche stößt sie in einem Museumsarchiv auf Marmorstatuen aus dieser Zeit. Eine dieser Statuen fasziniert sie besonders. Sie stellt den Maurer Mateusz Birkut dar. Zunächst lässt sie sich Filmausschnitte aus den Fernseharchiven zeigen. Der Regisseur Jerzy Burski hatte zwei Dokumentationen in den 1950er Jahren über Birkut erstellt. Sie sucht den nun berühmten Filmregisseur auf und spricht mit ihm über Birkut. Er erzählt ihr die Geschichte der gestellten Dreharbeiten von einem Maurerrekord beim Bau der Stadt Nowa Huta. Gemeinsam mit dem Parteisekretär Jodła hatte Burski den jungen Mateusz Birkut und seine Maurermannschaft ausgewählt und vorbereitet, um innerhalb einer Schicht 28.000 Ziegelsteine zu verarbeiten. Der Rekord gelingt. Birkut verarbeitet über 30.000 Steine und wird zum neuen Helden der Arbeit. Er steigt nun auf und führt gemeinsam mit seinem Kollegen Wincenty Witek den Maurern im ganzen Land sein neues ökonomisches Arbeitsprinzip vor. Bei einer dieser Vorführungen wird ein Attentat auf ihn verübt. Er verbrennt sich beide Hände und kann nun nicht mehr als Maurer arbeiten.
Birkuts Freund Witek wird des Attentats verdächtigt und verhaftet. Birkut bemüht sich um die Freilassung des Freundes, weil er überzeugt ist, dass dieser unschuldig ist. Bei diesen Bemühungen verliert der überzeugte Kommunist den Glauben an das System. Er wird schließlich als Zeuge des Prozesses gegen Witek vorgeladen und es kommt zur ehrlichen Abrechnung mit dem Staat. Birkut kommt daraufhin für vier Jahre in Haft. Als er wieder freikommt, ist er zwar rehabilitiert, seine Freundin Hanka hat ihn jedoch verlassen. Hanka arbeitet mittlerweile als Kellnerin in einem Café in Zakopane. Dokumentarfilmerin Agnieszka sucht Hanka in Zakopane auf und wird so auf die Spur des gemeinsamen Sohnes von Mateusz und Hanka geführt. Als Agnieszka ihr bisheriges Material in Warschau vorführt, wird ihr die Beendigung des Filmes verwehrt. Sie bekommt kein Filmmaterial mehr und die Kamera wird ihr entzogen. Resigniert zieht sich die junge Frau bei ihrem Vater zurück. Der kann sie jedoch davon überzeugen, dass sie wenigstens für ihn die Geschichte zu Ende erzählt. Sie soll Mateusz Birkut ausfindig machen und mit ihm ein Gespräch führen. Dazu fährt sie nach Danzig. Dort arbeitet auf der Lenin-Werft Maciej Tomczyk, Birkuts Sohn. Sie erfährt von ihm, dass sein Vater bereits gestorben sei. Gemeinsam mit Maciej fährt sie zurück zum Fernsehen nach Warschau.

## Hintergrund
Das Drehbuch von Aleksander Ścibor-Rylski entstand bereits zu Beginn der 1960er Jahre. Es wurde jedoch von der polnischen Zensur bereits nach Lektüre des Drehbuchs abgelehnt. Die Figur der Agnieszka ist der polnischen Schriftstellerin Agnieszka Osiecka nachempfunden, die Ścibor und Wajda als junge Filmstudentin kennengelernt hatten. Erst in den 1970er Jahren wurde das Drehbuch freigegeben.
Der Film erzählt seine Geschichte auf mehreren, ineinander verschachtelten Ebenen. Zu originalen Dokumentarfilmausschnitten der polnischen Wochenschau haben Andrzej Wajda und Kameramann Edward Kłosiński Szenen mit der Hauptfigur im gleichen Stil in Schwarz-Weiß hinzugedreht. Die Spielszenen mit der Dokumentarfilmerin Agnieszka sind in Farbe, ebenso wie die Rückblenden in die 1950er Jahre, die die Erzählungen ihrer Interviewpartner begleiten. Das Szenenbild schuf Allan Starski. Da die Wohnblocks in Nowa Huta in den 1970er Jahren bereits schwarz verfärbt waren, ließ er außerhalb von Nowa Huta neue Baustellen entstehen. Für die späteren Spielszenen wurden von Bewohnern und dem Filmteam in Nowa Huta einige Häuser abgewischt, so dass sie wie neu aussahen.
Der Film wurde am 25. Februar 1977 in Polen uraufgeführt. Der Film erhielt zunächst jedoch keine Freigabe für den Export. Der französische Verleiher von Andrzej Wajda organisierte jedoch eine unangekündigte Aufführung des Films während der Filmfestspiele von Cannes 1978. Er konnte so allerdings nicht am Wettbewerb um die Goldene Palme teilnehmen. Dennoch wurde der Film von einer unabhängigen Jury ausgezeichnet.

## Kritiken
„Ein sehr anspruchsvoller Film, ohne Haß und Häme inszeniert, trotz entlarvender Fragestellungen von einer gewissen Traurigkeit.“

„„Der Mann aus Marmor“ ist auf allen seinen Ebenen ein Meisterwerk: als politischer Schlüsselfilm, als leidenschaftliches Drama einer Suche, als Reflexion über das Kino. Er ist ein Meisterwerk, weil diese Filme im Film nicht beziehungslos nebeneinander existieren, sondern sich gegenseitig bedingen und durchdringen.“

## Auszeichnungen
- Filmfestspiele von Cannes 1978: FIPRESCI-Preis
- Polnisches Filmfestival 1977: Kritiker-Preis